# Tmarus scopullitus
Espèce
Tmarus scopullitus est une espèce d'araignées aranéomorphes de la famille des Thomisidae.

## Distribution
Cette espèce est endémique du Yunnan en Chine,. Elle se rencontre dans le xian de Longchuan.

## Description
Le mâle holotype mesure 4,89 mm.

## Systématique et taxinomie
Cette espèce a été décrite par Liu et Zhang en 2025.

## Publication originale
- Liu & Zhang, 2025 : « Three new species of crab-spiders (Araneae: Thomisidae) from Yunnan, China. » Zootaxa, no 5632(2), p. 377-389.